# Francisco Melchor de Montemayor

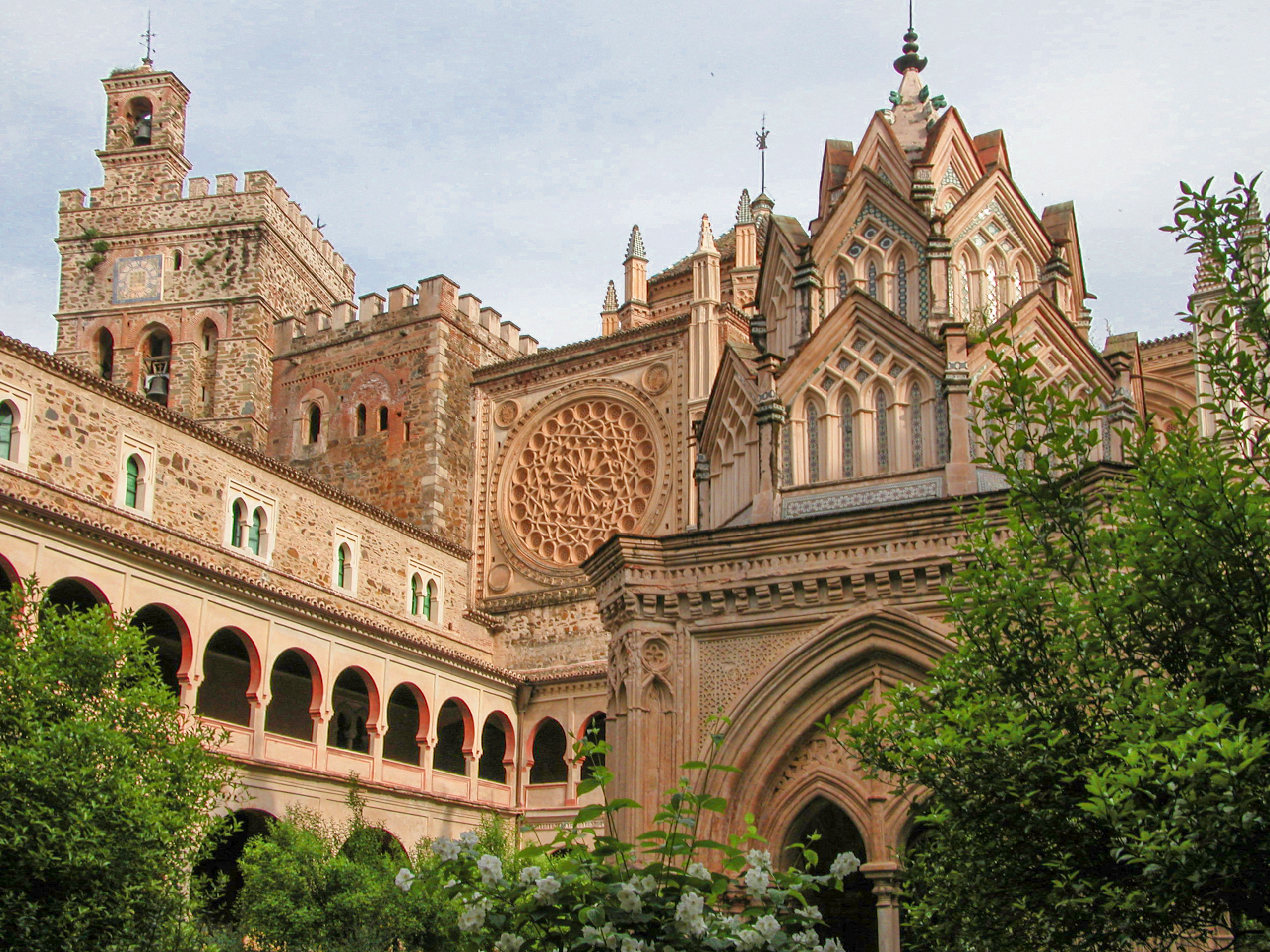
Monestir de Guadalupe, on passà gran part de la seva vida Melchor de Montemayor

Francisco Melchor de Montemayor (Montemayor, Còrdova, novembre de 1588 - Monestir de Guadalupe, Càceres, 1 de febrer de 1678) fou un compositor, organista i jerònim espanyol.
Nascut Melchor Cabello (Francisco Melchor de Montemayor és el nom que va adoptar com a monjo), no es tenen gaires referències sobre el lloc on va fer els seus estudis musicals i es va preparar per a la composició, ni sobre els llocs on va dur a terme la seva activitat musical. Se sap que va ser mestre de capella de la catedral de Les Palmes de Gran Canària entre 1613 i 1615, amb un salari de 200 ducats anuals i que hi va anar des de Sevilla, ciutat on va signar el contracte abans de desplaçar-se a les Canàries. No se sap on havia treballat abans, però les dades de què es disposen fan pensar que el mestre Cabello –com se'l coneixia– ja era molt conegut en l'àmbit musical. El març de 1616 va demanar llicència al capítol catedralici per passar a Espanya, però l'hi van denegar. Ell, però ja havia pres la decisió de tornar a la península i el 22 de juny va deixar d'assistir a les seves obligacions, segons consta en el llibre d'Actes Capitulars. De les obres que va compondre mentre va ser a Les Palmes, només en va quedar un a l'arxiu de la catedral de Les Palmes.
El 1616 va entrar com a novici en el Monestir de Guadalupe, del qual ja en dirigia la capella com a seglar i el 1617, en professar, va canviar el seu cognom familiar pel nom del poble on havia nascut, com era costum en l'orde dels jerònims. En el Monestir de Guadalupe va tenir deixebles destacats, entre els quals Francisco de Santiago.

Va morir l'1 de febrer de 1678 en el Monestir de Guadalupe, on es conserva la necrològica escrita per un altre monjo del monestir. Del difunt diu:
...[n]atural del mismo lugar de su apellido en Andaluzia, sacerdote de edad de noventa años menos nueve meses y medio: fue religioso de los observantes y esenciales que ha tenido ninguna casa en su magisterio de música, pues después de haber trabajado toda una vida en componer así misas como motetes y salmos, que en este género de latín fue uno de los mayores compositores que ha habido en nuestros siglos, dejó toda su música, o por lo menos lo más esencial, trasladada de muy buen punto y letra y la dejó puesta en el archivo de esta Santa Casa con muchas salsas todas suyas y muy buenas y dulces, sonoras y tiernas...

Libro de necrologías de monjes del Monasterio Jerónimo de Guadalupe. Años 1600-1747. Manuscrito C-61, p. 79 (Año de 1678)

## Obres
Les seves obres es recullen en quatre volums de marca major en la forma de llibres de faristol que van desaparèixer del monestir de Guadalupe; les que es conserven són: en l'arxiu d'El Escorial. Missa à 8 <In vasta illa>, Misa á 8 de difunts, publicada per Eslava a La Lira Sacro hispana; Pasillos à tres de les Pasiones del Domingo de Ramos y Viernes Santo, Dixit Dominus à 8 de to 8. Beatus vir à 8, Credidi à 8, Letania a Nuestra Señora a 6, Villancico à 4 de Nuestra Señora, Villancico à 6 à San Lorenzo; a Guadaupe: motet Eclesiarum principi à 7. i Villancico de Navidad à 8.